# داني موريسون
داني موريسون (3 فبراير 1966 بأوكلاند في نيوزيلندا - ) (بالإنجليزية: Danny Morrison)‏ هو لاعب كريكت نيوزلندي. شارك مع منتخب نيوزيلندا الوطني للكريكت.

## وصلات خارجية
- داني موريسون على موقع إي آس بي آن كريك إنفو (الإنجليزية)